# Violência no trabalho

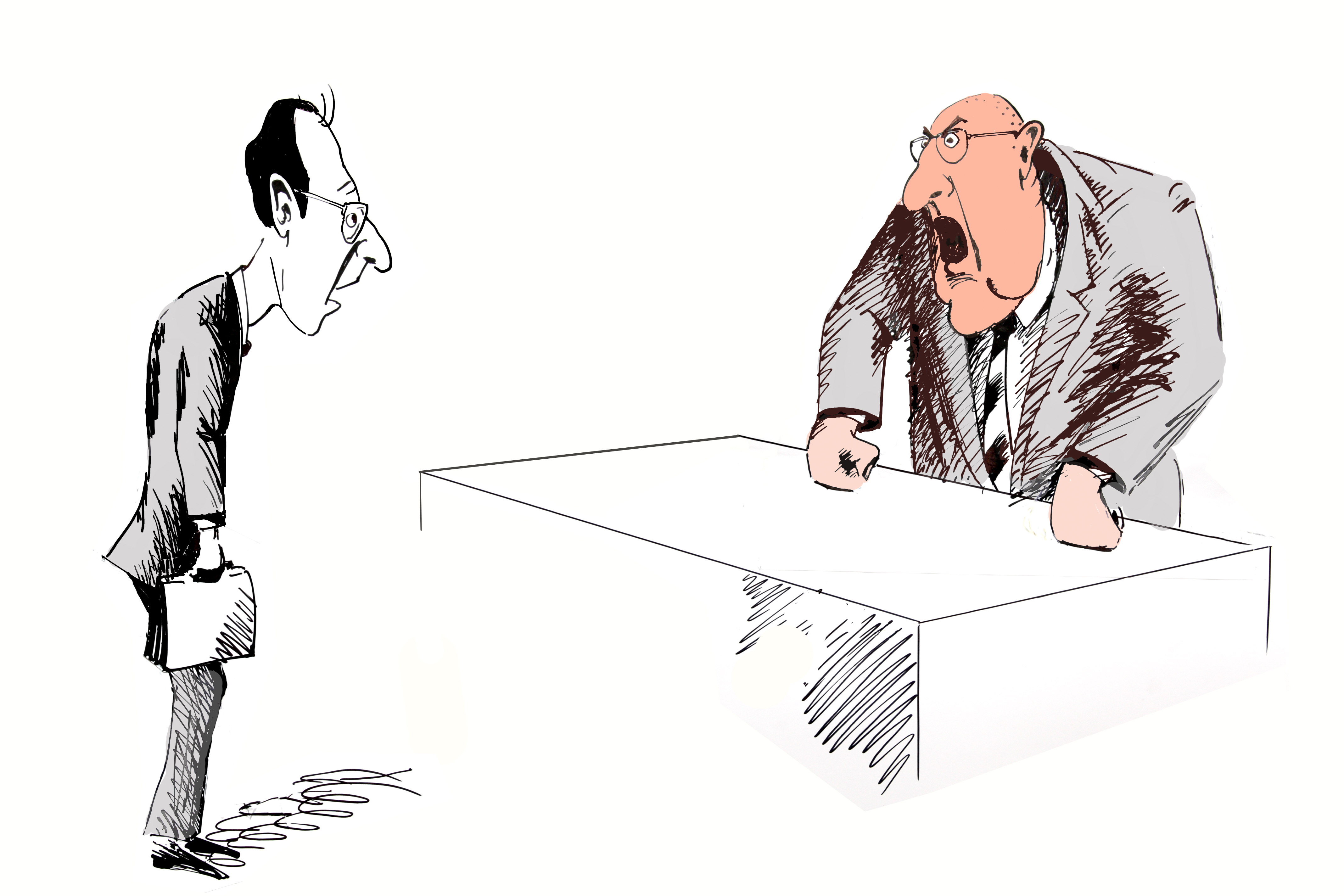
Imagem representativa de um caso de violência no trabalho

Considerada como toda ação voluntária de um indivíduo ou grupo contra outro indivíduo ou grupo que venha a causar danos físicos ou psicológicos, ocorrida no ambiente de trabalho, ou que envolva relações estabelecidas no trabalho. Também se considera violência relacionada ao trabalho toda forma de privação e infração de princípios fundamentais e direitos trabalhistas e previdenciários, a negligência em relação às condições de trabalho e a omissão de cuidados, socorro e solidariedade diante de algum infortúnio, caracterizados pela naturalização da morte e do adoecimento relacionados ao trabalho.
Tradicionalmente considerava-se agravos relacionados ao trabalho aqueles que pudessem ser relacionados a agentes químicos, físicos, biológicos ou ainda à organização e intensidade do trabalho. A partir da década de 1980, contudo, a violência no trabalho passa a receber maior atenção enquanto risco para a saúde dos trabalhadores, não relacionada somente quanto à saúde física, mas também psicológica.
Assim, o tema passou a ser considerado de forma mais ampla. Violência no trabalho é considerada como toda ação voluntária de um indivíduo ou grupo contra outro indivíduo ou grupo que venha a causar danos físicos ou psicológicos, ocorrida no ambiente de trabalho, ou que envolva relações estabelecidas no trabalho. Também se considera violência relacionada ao trabalho toda forma de privação e infração de princípios fundamentais, direitos trabalhistas e previdenciários, a negligência em relação às condições de trabalho e a omissão de cuidados, socorro e solidariedade diante de algum infortúnio, caracterizados pela naturalização da morte e do adoecimento relacionados ao trabalho.
É considerada violência no trabalho todos os tipos de agressão que o empregado sofre no ato de sua profissão, seja ela por outro funcionário da empresa, e também por pessoas de fora. Por exemplo, um vendedor agredido por um cliente.
Um dos tipos de violência que vem ocorrendo atualmente é a contra mulheres no ambiente de trabalho, isso pode ser explicado devido a sua introdução nas organizações, que aumentou muito nas ultimas décadas. Portanto, devido a esse crescimento, tem-se também um aumento de assédio moral provocados por seus companheiros de trabalho.  Isso pode causar vários transtornos a vida de uma mulher que sofre esse tipo de violência e muitas vezes por medo de perde o emprego ou que algo pior aconteça, a mesma acaba ficando em silêncio e não denunciando a violência.
A Consolidação das Leis de Trabalho – CLT, julga como crime qualquer tipo de violência no ambiente organizacional, seja uma agressão física ou verbal. Assim o empregador é responsabilizado pelo ato, pois o mesmo tem a obrigação de manter o ambiente de trabalho seguro, e principalmente garantir a integridade de seus funcionários.

## Tipos de violência no trabalho
- Violência nas relações de trabalho: situações de conversão da autoridade em relação hierárquica de desigualdade, explícitas em agressões físicas, repreensões, constrangimentos e humilhações de superiores hierárquicos para com seus subordinados, com fins de dominação, exploração e opressão, tratando o ser humano não como sujeito, mas como coisa.[1]
- Violência na organização do trabalho: o modo como é organizado o trabalho, como divisão do trabalho, controle de ritmo e produtividade, modo operatório, contrato e jornada de trabalho, rotatividade da força de trabalho, sistema de gestão de segurança e saúde, colocando os trabalhadores em situações de risco à saúde.[1]
- Violência nas condições de trabalho: quando as condições de trabalho são insalubres e inseguras, expondo o trabalhador a riscos físicos, químicos, biológicos, ergonômicos ou de acidentes.[1]
- Violência de resistência: são as ações dos trabalhadores em resposta às violências relacionadas ao trabalho, tanto com a finalidade de amenizar os esforços no trabalho e torná-lo factível, como para manifestar a resistência política ao poder e controle gerenciais.[1]
- Violência de delinquência: são os atos socialmente identificados como criminosos realizados por pessoas externas, internas ou que tenham alguma relação com o trabalho.[1]
- Violência simbólica ou institucional: ocorre quando os trabalhadores são tratados como "cidadãos de segunda categoria", seja pela cor da pele, pela baixa escolaridade, pela ausência de qualificação profissional, por serem trabalhadores informais, ou por um estigma associado à determinada categoria profissional.[1]
- Violência moral: ação destinada a caluniar, difamar ou injuriar a honra ou a reputação de um indivíduo. Com as novas formas de configurações de trabalho criam ambientes organizacionais propícios para a ocorrência de situações de violência psicológicas menores e extremas no trabalho: política neoliberal, reestruturação produtiva, precarização do trabalho, desemprego estrutural, novas formas de gestão de pessoas.[1]
- Violência patrimonial: ato de violência que implique dano, perda, subtração, destruição ou retenção de objetos, documentos pessoais, bens e valores.[1]
- Violência psicológica: ação ou omissão destinada a degradar ou controlar as ações, pressão exagerada em cumprir metas, supervisão rígida e constante crenças e decisões de outra pessoa por meio de intimidação, manipulação, ameaça direta ou indireta, humilhação direcionado a resultados abaixo do esperado, isolamento ou qualquer outra conduta que implique prejuízo à saúde psicológica, à autodeterminação ou ao desenvolvimento pessoal. Caracterizam-se por comportamentos repetidos, inoportunos e não recíprocos, que, cumulativamente, têm um efeito devastador na vítima, e podem ser subdivididas em:[1]
- Ameaça: promessa ou insinuação do uso ilegal de força, visando coagir, inibir ou constranger uma pessoa ou grupo e provocando medo de dano psicológico, sexual, físico, ou outra consequência negativa para a vítima.[1]
- Assédio: conduta indesejada verbal, visual ou física, que afeta a dignidade da pessoa, tendo como fundamento a idade, alguma deficiência, o sexo, a orientação sexual, a raça, a orientação religiosa, política, sindical etc.[1]
- Bullying e mobbing: tipo de assédio psicológico, que consiste em comportamentos persecutórios, ofensivos, com característica vingativa, cruel ou maliciosa, que visa humilhar ou desestabilizar um indivíduo ou grupo, isolando-o de contatos sociais e disseminando informações falsas sobre ele. É realizado por alguém, ou seja, bulling ou por um grupo denominado mobbing, hierarquicamente superior.[1]
- Violência sexual: ação que obriga uma pessoa a manter contato sexual, físico ou verbal, ou a participar de outras relações sexuais com uso da força, intimidação, coerção, chantagem, suborno, manipulação, ameaça ou qualquer outro mecanismo que anule ou limite a vontade pessoal.[1]

Todos esses tipos de violências citados acima são exemplos que ocorrem dentro de uma organização, e muitas vezes, por medo de perder o emprego, ou que algo pior aconteça, a vítima se sente intimidada e não denuncia o indivíduo que está causando essa violência.

## Vítimas
Os afetados com a violência de trabalho são funcionários que estão em seu exercício da profissão, seja dentro da empresa ou mesmo funcionários que trabalham na rua, como por exemplo, vendedores externos. A seguir encontram-se alguns exemplos de afetados:
- Trabalhadores no setor de prestação de serviço, pois esse processo tira o trabalhador do espaço seguro do ambiente organizacional e os colocam em contato direto com a população em geral.[2]
- Os ambientes mais propensos a ocorrerem violência estão concentrados nos setores dos serviços designados à saúde, transportes, comércio e educação.[2]
- Entre os fatores de riscos contam-se o trabalho em contato com o público, o trabalho que envolve dinheiro e o trabalho isolado.[2]

## Efeitos
As consequências para o ser humano variam desde a desmotivação e a diminuição da vontade na execução e produtividade do seu trabalho, ao estresse e doenças físicas ou psicológicas. Podem ocorrer sintomas pós-traumáticos como fobias e perturbações do sono. Em casos extremos, podem-se gerar perturbações mentais e até mesmo levar o indivíduo a cometer suicídio.
A violência também causa impacto negativo na organização, devido ao fato de as pessoas não quererem trabalhar em um ambiente caracterizado por conter violentadores gerando por fim dificuldades de novos recrutamentos.
Por isso é necessário analisar as condições de trabalho para que não haja violência e caso aconteça, é preciso combatê-la. São necessárias criações de novas políticas e estratégias de prevenção quanto à violência relacionada ao trabalho, proporcionando uma melhoria nas condições de para a execução do mesmo e gerando assim um local de trabalho seguro e saudável para os trabalhadores e também para os empregadores.

## Outros estudos e pesquisas
Estudos nos Estados Unidos apontam os homicídios entre as principais causas de mortes relacionadas ao trabalho, mostrando que os homicídios foram responsáveis pela maior parte dos óbitos por acidente de trabalho (28,4%) entre 1991 e 1992. Dados do Bureau of Justice Statistics revelam, contudo, que os casos fatais representam apenas 0,1% das violências no trabalho.
De acordo com a Organização Mundial da Saúde, considera-se Violência no trabalho situações em que o trabalhador é agredido física, psicológica ou moralmente em circunstâncias relacionadas ao trabalho, implicando em risco para a sua segurança, bem-estar ou saúde.
A OMS reconhece que a violência no trabalho afeta milhões de trabalhadores no mundo todo, tornando-se cada vez mais uma questão de direitos humanos e afetando de forma relevante a eficiência e o sucesso das organizações.